# ネパールの政党
ネパールの政党（ネパールのせいとう）では、ネパールの政党について述べる。
ネパールの政治状況の特徴は有力な三党の他にも小政党が多数存在することである。2008年4月10日のネパール制憲議会選挙で議席を獲得した政党だけでも25ある。またその離合集散も激しい。共産主義や社会主義を標榜する政党が多く、また、マデシなどの自治権拡大を要求する地域政党も一定の勢力をもっている。共産党は首都圏(特に高学歴者)で圧倒的人気を持つため、カトマンズとパタン (ネパール)の定員を独占することもある。
制憲議会で第一党となったネパール共産党毛沢東主義派は、1996年から2006年まで反政府武装闘争を行なってきたが、2007年からは内閣に閣僚を出し、議会に参加しており、2018年5月中旬には、ネパール共産党統一マルクス・レーニン主義派と統合し、ネパール共産党となったものの、2021年3月に最高裁より統合の無効が宣言され再分裂した。かつて毛沢東主義派は武装組織「人民解放軍」を擁していたが、2012年11月25日にネパール国軍に統合された。

## 政党一覧

### 連邦議会に議席を有する政党
括弧内は連邦議会における議席数。
- （旧）ネパール共産党（国民議院50、代議院174）- ネパール共産党統一マルクス・レーニン主義派とネパール共産党 (毛沢東主義派中央)の統一により発足した左派政党。2021年3月7日、最高裁より統一の無効が宣言され、統合前の状態に戻っている[1]。
- ネパール会議派（国民議院6、代議院63） - 1947年以来の伝統を持つ社会民主主義政党。たびたび政権を担当。最大連立与党。
- 人民社会党ネパール（国民議院3、代議院34） - ネパール社会党と国家人民党との合併により発足した左派政党。
- 国民民主党（代議院1） - 旧王党派の中道右派政党。
- 国家人民戦線 （代議院1） - 極左政党。
- ネパール労農党 （代議院1）  - 極左政党。

### その他の政党
- 国民民主党ネパール（Rastriya Prajatantra Party Nepal) - 唯一の王党派。
- マデシ人権フォーラム (民主)（Madhesi Jana Adhikar Forum, Nepal (Loktantrik)）
- タライ・マデシ民主党（Tarai-Madhesh Loktantrik Party） - マデシ地域政党。
- マデシ人権フォーラム（Madhesi Jana Adhikar Forum, Nepal） - マデシ地域政党。
- 友愛党（Sadbhavana Party） - マデシ地域政党。
- ネパール共産党マルクス・レーニン主義派 （CPN(ML)） - 共産主義政党。
- 連邦社会主義者党  (Federal Socialist Party)
- タライ・マデシ友愛党  (Terai Madhes Sadbhavana Party)
- 国民戦線  (Rastriya Janamorcha)
- ネパール共産党連合派（CPN(United)） - 共産主義政党。
- Rashtriya Madhesh Samajwadi Party
- ネパール家族党  (Nepal Pariwar Dal)
- Dalit Janajati Party
- Tharuhat Tarai Party Nepal
- 国民解放党  (Rastriya Janamukti Party)
- Sanghiya Sadbhawana Party
- Khambuwan Rashtriya Morchan Nepal
- Akhanda Nepal Party
- Sanghiya Loktantrik Rastriya Manch (Tharuhat)
- Samajvadi Janata Party
- Madhesi Jana Adhikar Forum (Ganatantrik)
- ネパール・ジャナタ・ダル  (Nepali Janata Dal)
- Jana Jagaran Party Nepal
- Madesh Samata Party Nepal
- Nepa Rastriya Party
- Bibeksheel Nepali
- ネパール共産党 (2013)  (Communist Party of Nepal (2013))
- Hariyali Nepal Party
- Hindu Prajatantrik Party
- Janamukti Party Nepal
- Liberal Samajbadi Party
- League Nepal Shanti Ekta Party
- Loktantrik Janata Party, Nepal
- Lok Kalyankari Janta Party Nepal
- Mongol National Organisation
- Muskan Sena Nepal Party
- Nawa Janabadi Morcha
- Nawa Nepal Prajatantrik Dal
- Nepal Bahudal Party
- Nepal Co-operative Party
- Nepal Dalit Shramik Morcha
- Nepal Jagriti Dal
- Nepal Janabhavana Party
- Nepal Janasangh Party
- Nepal Janata Party
- Nepal Jansangh Party
- Nepal Prajatantrik Yuba Party
- ネパール国家発展党（Nepal Rastriya Bikas Party）
- Nepal Rastriya Janakalayan Party
- Nepal Rastriya Loktantrik Dal
- Nepal Samata Party
- Nepal Samyabadi Dal
- Nepal Shanti Kshetra Parishad
- Nepal Sukumbasi Party (Loktantrik)
- Nepali Congress (Rastrabadi)
- Nepali Janatantra Party
- Nepali Rastriya Janabhavana Party
- Prajatantrik Janamukti Party
- Prajatantrik Shanti Party
- Rastrabadi Ekta Party
- Rashtrabadi Milan Kendra Nepal Dal
- Rastrabadi Yuba Morcha
- Rastriya Bikas Party
- Rastriya Jana Prajatantrik Party
- Rastriya Janata Dal
- Rastriya Janata Dal Nepal
- Samajbadi Party Nepal
- Sa-Shakti Nepal
- Shanti Party Nepal
- Shivasena Nepal Party
- Tamsaling Nepal Rastriya Dal
- Nepal Gaurabshali Party
- jana unity co-parative party
- Rastriya Jana Bikas Party
- Madhesi Janadhikar Forum Madhesh
- Samyukta Rastriya Janaparishad Nepal
- Nepal Sadbhawana Party (Gajendrabadi)
- Nepal Rastra Sewa Dal
- League Nepal Shanti Ekta Party
- Nepal Samajbadi Party (Lohiyabadi)
- Shiva Sena Nepal
- Chure Bhawar Rastriya Party
- Deshbhakta Samaj
- Nepal Republican Unity Party
- Social Republican Party (Nepal)
- Nepal Samabesi Party
- Janajagaran Party
- Janatantraik Tarai Madhesh Mukti Tigers
- Rastriya Yatharthabadi Party Nepal
- Nepal Gauravshali Party
- Mangol National Organization
- Samyukta Rastrabadi Morcha Nepal
- Nepal Nyayik Dal
- Janauniti Co-operative Party Nepal
- Khumbuwan Rastriya Morcha, Nepal
- Rastriya Madhesh Samajbadi Party
- Nepal Nagarik Party
- Nawa Nepal Nirman Party
- Rastriya Sadbhawana Party
- Janata Dal United
- Federal Democratic National Front (Tharuhat)
- Federal Sadbhawana Party
- Madhesi Janadhikar Forum (Republican)
- Tarai Madhesh Democratic Party Nepal
- Madhesi Janadhikar Forum Nepal (Democratic)
- Chure Bhawar Rastriya Ekta Party Nepal
- Nepal Democratic Socialist Party

## 多数に分裂している共産党
ネパール共産党は離合集散を繰り返し、これまでに多数の党派が存在するので、混同しないよう注意が必要である。
- ネパール共産党 - 1949年9月結党。1961年3月に、ネパール共産党アマティア派とネパール共産党ラヤマジ派に分裂。
- ネパール共産党アマーティヤ派（アマッテャ派） - 1961年3月に分裂した、トゥラシー・ラール・アマーティヤ（トゥルシ・ラル・アマッテャ）率いるグループ。急進的。1994年に、アマーティヤはネパール共産党統一マルクス・レーニン主義派（ネパール統一共産党）に入党。
- ネパール共産党ラヤマジ派（ライマジ派） - 1961年3月に分裂した、ケーシャル・ジャンガ・ラヤマジ率いるグループ。親国王的、親ソ的。1985年解散。
- ネパール共産党プシュパラール派（プシュパ・ラール派） - 1968年にネパール共産党アマーティヤ派から分裂した、プシュパ・ラール・シュレシュタ率いるグループ。後に、ネパール労働者農民党、ムクティ・モルチャ・サルハが分裂している。ネパール共産党マンモハン派と合流し、ネパール共産党マルクス主義派となる。
- ネパール共産党マンモハン派 - 1971年に出獄したマン・モハン・アディカリが結成したグループ。1979年に政党化。ネパール共産党統一会議派を経て、1982年にネパール共産党マンモハン派に改名。インド共産党マルクス主義派と親密。1987年に、ネパール共産党プシュパラール派と合流し、ネパール共産党マルクス主義派を結党。
- ネパール共産党マルクス主義派（CPN(M)） - 1987年に、サハーナ・プラダン率いるネパール共産党プシュパラール派とマン・モハン・アディカリ率いるネパール共産党マンモハン派が合流し結党。1991年にネパール共産党マルクス・レーニン主義派と合流し、ネパール共産党統一マルクス・レーニン主義派（通称・ネパール統一共産党）を結党。旧指導部の一部が分裂し、ネパール共産党マルクス主義派を再び結成するが、後にネパール共産党ユナイテッド派と合流し、ネパール共産党ユナイテッド・マルクス主義派となる。
- ネパール共産党マルクス・レーニン主義派（CPN(ML)） - 1978年12月26日に、全ネパール革命的調整委員会（マルクス･レーニン主義）（ANCRCC(ML)）により結党。1991年に、ネパール共産党マルクス主義派と合流し、ネパール共産党統一マルクス・レーニン主義派（通称・ネパール統一共産党）を結党。1998年3月5日に、統一共産党から分派し、再び結党。2002年2月15日に統一共産党に再合流するが、チャンドラ・プラカシュ・マイナリら合流不参加者により存続。統一左翼戦線参加政党。
- ネパール共産党統一マルクス・レーニン主義派（通称・ネパール統一共産党、CPN(UML)） - 1991年に、ネパール共産党マルクス主義派とネパール共産党マルクス・レーニン主義派が合流し結党。1998年にネパール共産党マルクス・レーニン主義派が分派するが、2002年2月15日に再合流。2018年に統一毛沢東主義派と統一しネパール共産党を結成したが、党名の重複を理由に最高裁が2021年3月7日に統一無効を宣言し、統一前の状態に戻っている[1]。
- ネパール共産党バルマ派
- ネパール共産党マーナンダル派
- ネパール共産党ユナイテッド派（CPN(United)） - ネパール共産党ユナイテッド派はネパール共産党マルクス主義派と合流し、ネパール共産党ユナイテッド・マルクス主義派となる。しかし、2007年に一部が分派し、再びネパール共産党ユナイテッド派を結党。
- ネパール共産党ユナイテッド・マルクス主義派  (Communist Party of Nepal (United Marxist))  - ネパール共産党マルクス主義派とネパール共産党ユナイテッド派が合流して結党。2007年に一部が分派し、再びネパール共産党ユナイテッド派を結党。統一左翼戦線参加政党。
- ネパール共産党第四会議派 - 1971年に出獄したモハン・ビクラム・シンハが、1974年9月に結党。後に分裂し、モハン・ビクラム・シンハがネパール共産党マサル派を結党。1990年11月に、ネパール共産党マシャル派と合流し、ネパール共産党統一センター派を結党。
- ネパール共産党マサル派（CPN-Masal） - 1983年11月に、ネパール共産党第四会議派からモハン・ビクラム・シンハのグループが分裂して結党。1985年に、ネパール共産党マシャル派が分裂。2002年に、ネパール共産党統一センター派のニルマル･ラマのグループと合流し、ネパール共産党統一センター・マサル派となる。
- ネパール共産党マシャル派（CPN-Mashal） - 1985年に、ネパール共産党マサル派から分裂して結党。1990年11月に、ネパール共産党第四会議派と合流し、ネパール共産党統一センター派（公然組織は統一人民戦線ネパール）を結党。
- ネパール共産党統一センター派（エカタ・ケンドラ） - 1990年11月に、ネパール共産党第四会議派とネパール共産党マシャル派が合流し結党。公然組織は、統一人民戦線ネパール。1994年11月に、武装闘争に消極的なニルマル･ラマ率いるグループと武装闘争に積極的なプラチャンダ（プシュパ・カマル・ダハル）率いるグループに分裂。ニルマル･ラマ率いるグループは、2002年にネパール共産党マサル派と合流し、ネパール共産党統一センター・マサル派を結党。プラチャンダ率いるグループは、1995年3月に、ネパール共産党毛沢東主義派（マオイスト）と改名。
- ネパール共産党統一センター・マサル派 - 2002年に、ネパール共産党統一センター派（エカタ・ケンドラ）のニルマル･ラマ率いるグループとネパール共産党マサル派が合流し結党。後に3派に分裂。
- ネパール共産党毛沢東主義派（マオイスト) - 1995年3月に、ネパール共産党統一センター派（エカタ・ケンドラ）のプラチャンダ（プシュパ・カマル・ダハル）率いるグループが改名。長らく武装闘争を続けた。2018年に統一共産党と統一しネパール共産党を結成したが、党名の重複を理由に最高裁が2021年3月7日に統一無効を宣言し、統一前の状態に戻っている[1]。
- ネパール共産党マルクス・レーニン・毛沢東主義派
- ネパール共産党マルクス・レーニン・毛沢東主義センター - ネパール共産党マルクス・レーニン・毛沢東主義派とNepal Samyabadi Party (Marksbadi-Leninbadi-Maobadi)が合流して結党。統一左翼戦線参加政党。
- ネパール共産党 (2013)  (Communist Party of Nepal (2013))
- ネパール共産党統一派  (Communist Party of Nepal (Unified))
- ネパール共産党マサル派 (2006)  (Communist Party of Nepal (Masal) (2006))
- ネパール共産党マルクス主義派(2006)  (Communist Party of Nepal (Marxist) (2006))
- Communist Party of Nepal Marxist−Leninist (Samajbadi)
- ネパール共産党毛沢東主義派(2012)  (Communist Party of Nepal—Maoist)
- ネパール共産党毛沢東主義派(2014)  (Communist Party of Nepal (Maoist)(2014))
- ネパール共産党 (統一社会主義)